# Jone Martínez Palacios
Jone Martínez-Palacios (Zorroza, Bilbao, 13 de diciembre de 1985) es profesora titular de universidad. Actualmente, y desde 2011, ejerce sus funciones de docencia e investigación en la UPV/EHU. Miembro del Grupo de Investigación "Parte Hartuz" (Estudios sobre la democracia participativa), ha publicado diversas obras.

## Biografía
Inició su trayectoria investigadora en Barcelona, tras conocer la filosofía ecofeminista. Se ha especializado en Política comparada (UPV-EHU, 2007-2009), en Teorías de la Democracia Participativa y Desarrollo Comunitario (UPV-EHU, 2007-2008), en Filosofía de la Diferencia Sexual (Universidad de Barcelona, 2010-2011) y en Políticas para la Igualdad (Universidad Jaime I, 2009-2010). Su carrera investigadora la ha desarrollado en diferentes localidades: Instituto de Estudios Políticos de Burdeos, Universidad de París VIII, Centro de Documentación de Conflictos Ambientales de Roma, Institut of Women's Studies (Ottawa, Canadá). Actualmente forma parte del grupo de investigación "Parte Hartuz".
En sus publicaciones y libros sobre los procesos participativos y democracia, analiza desde un punto de vista feminista, las principales formulaciones teóricas, modernas y contemporáneas, sobre la democracia participativa, para detectar y explicar los aspectos que no han sido atendidos tradicionalmente, como el principio de individuación de las mujeres, la distribución genérica de los espacios y de los trabajos, o la definición misma del modelo de participación social. Defiende la idea de que la participación se ve atravesada por distintos ejes de dominación (género, raza, clase social, edad, etc.), así como explica la influencia del género y su relación o su cruce con otras estructuras, como la edad, en las formas de concebir la participación. Saca a relucir el concepto del paralelismo entre la teoría generalista de la democracia participativa y la teoría feminista, no esencialista, sobre las formas de la profundización democrática. Esta separación se iniciaría en la interpretación sobre la crisis en la democracia, continuando con la formulación de la noción de participación. Siendo el resultado que ambos movimientos teóricos arrojan miradas paralelas sobre los elementos que deben estructurar la participación de las mujeres.
En 2018, publica el libro No te pongas nerviosa, en el que, tomando de partida expresiones como la que dan título al libro, las analiza desde el punto de vista de dispositivo de desactivación del radicalismo, transgresión, creatividad y otras formas de ser en el mundo. La calma y la serenidad se han definido como lo opuesto al nerviosismo, y, en base a este concepto, explica cómo en el espacio público, la política o la escritura, la virtud se ha asociado con ciertos adjetivos y situaciones, incluida la calma y la tranquilidad. Para ello parte de la antigua tradición filosófica, en la que se define la calma como una virtud, añadiéndose a otros conceptos como hombre, razón, actividad o espacio público. En cambio, se construyeron otras ideas de menos virtuosismo, como femenino, pasivo o emoción. Con ejemplos y anécdotas, explica la identificación del nerviosismo como un mecanismo de desactivación.

## Publicaciones

### Artículos académicos
- Martínez-Palacios, Jone. (previsto número de junio de 2020) “La interseccionalidad como herramienta analítica para la praxis crítica del Trabajo Social”, en Cuadernos de Trabajo Social.
- Martínez-Palacios, J., & Ahedo, I. (2020). How can critical deliberative theory help to solve therspective in the evaluation of e methodological challenges of evaluating from a gender + perspective? Evaluation. https://doi.org/10.1177/1356389020912779
- Martínez-Palacios, Jone. 2018. “¿Qué significa participar? Reflexiones sobre la construcción de las imágenes de la participación” Papers., vol 103, Núm, 3, 1-27: Accesible en: http://papers.uab.cat/article/view/v103-n3-martinez-palacios
- Martínez-Palacios, Jone. 2018. “Problemas de la institucionalización y la profesionalización de la participación en contextos de profundización democrática” Revista Internacional de Sociología. 76 (1) Accesible en: http://revintsociologia.revistas.csic.es/index.php/revintsociologia/article/view/702/917
- Martínez-Palacios, Jone. 2017. “Contra-públicos feministas e innovaciones democráticas. Estrategias para una profundización democrática inclusiva”. Revista de Estudios Políticos, 178, 105-136. Accesible en: https://doi.org/10.18042/cepc/rep.178.04
- Martínez-Palacios, Jone. 2017 “Exclusión, profundización democrática e interseccionalidad” Investigaciones Feministas, 8, 1: 53-71. Accesible en: https://revistas.ucm.es/index.php/INFE
- Martínez-Palacios, Jone. 2017 “Inclusive democratization: normative proposals and political practices” Local Government Studies. 43, 4: 577-597 Taylor & Francis. Accesible en:  http://dx.doi.org/10.1080/03003930.2017.1303485
- Martínez-Palacios, Jone. 2017. “Democratizing Participation Through Feminism. The Role Of Feminist Subaltern Counterpublics In The Expansion Of The Basque Public Sphere” Revista Española de Ciencia Política, 43: 37-59. Accesible en: https://doi.org/10.21308/recp.43.02
- Martínez-Palacios, Jone. 2016. “Equality and diversity in democracy. How can we democratize inclusively?", pp. 350-63, Equality, Diversity and Inclusion: An International Journal. Vol. 35 Iss: 5/6: 350-63.
- Martínez-Palacios, Jone and Bach, Jean-Nicolas. 2016. “Mujeres y democracia participativa: ¿qué impide los proyectos de participación de las mujeres?”, Revista Mexicana de Sociología 78, 3: 497-527.
- Martínez-Palacios, Jone; Rodriguez Lara, Zuriñe and Ahedo, Igor. 2016. “Women’s participation in democratic innovation apparatuses: the case of the autonomous region of the Basque Country, Journal of Public Affairs. 16, 4: 384-93.
- Martínez-Palacios, Jone. 2015. “¿Le importa el Sexo a la democracia participativa?”, Revista de Estudios Políticos 168: 153-175. Accesible en: https://recyt.fecyt.es/index.php/RevEsPol/article/viewFile/38736/21810
- Martínez-Palacios, Jone. 2015. “The Sex of Participatory Democracy. An Analysis of The Theoretical Approaches and Experiences Of Participatory Democracy from a Feminist Viewpoint”, Democratization, 23: 940-59.
- Martínez- Palacios, Jone; Ahedo, Igor; Suso, Alicia; Lara, Zuriñe. 2015. “La participation entravée des femmes. Le cas des processus d’innovation démocratique au Pays basque”, Participations. Revue de sciences sociales sur la démocratie et la citoyenneté, 2/15: 31-56.
- Martínez-Palacios, Jone. 2013. “Emakumeen kontrako biolentzia sinbolikoa euskal haur ipuinetan” (“Symbolic Violence against Women in Children’s Tales”) Journal: Inguruak. Revista Vasca de Sociología y Ciencia Política. Asociación Vasca de Sociología 55-56: 1328-1354. Martínez-Palacios, Jone. 2013. “La participation des femmes aux mobilisations environnementales”, Raison Présente 186: 27-38.
- Martínez-Palacios, Jone and Barcena, Iñaki. 2013. “Environmental Conflicts and Injustices: Fragility and Resistance in Basque Socio-environmental Conflicts” Partecipazione e Conflitto, 26: 14-39.
- Martínez-Palacios, Jone. 2012. “Espacios públicos y privados en la literatura infantil vasca” Investigaciones Feministas, 3: 99-115.
- Barcena, Iñaki; Gorosti, Izaro; Martínez-Palacios, Jone; San José, Sergio. 2012. “Estrategias de comunicación y crisis multidimensional. ¿Cómo informan los Medios sobre los conflictos socio-ambientales? Comunicación e Ciudadanía, 4: 203-227.
- Martínez-Palacios, Jone; Barcena, Iñaki. 2012. “Conflictos socio-ambientales, democracia y ciudadanía ecológica. Un análisis comparado entre las Comunidades Autónomas de Cataluña y el País Vasco”, Revista Española de Ciencia Política 28: 31-54.
- Martínez-Palacios, Jone. 2011. “Sozio ingurumen gatazkak eta sozio ingurumen demokrazia, euskal autonomia erkidegoa eta kataluniako autonomia erkidegoen arteko ikupegi konparatu bat” (“Socio-environmental Conflicts and Environmental Democracy, a Comparative Perspective Between the Basque Country and Catalonia”) Inguruak. Revista Vasca de Sociología y Ciencia Política. Asociación Vasca de Sociología y Ciencia Política 47: 73-84.
- Martínez-Palacios, Jone. 2012. Sozio ingurumen gatazkak eta sozio ingurumen demokrazia (“Conflict and Democracy”) Uztaro 81: 113-116.
- Fernández, Joseba and Martínez-Palacios, Jone. 2008. “Participación ciudadana o una receta para la crisis ecosocial” Inguruak 45: 93-108.
- Martínez- Palacios, Jone. 2007. “Ekofeminismoa, garatzeke gorputz teorikoa. Ingurune feminismoaren gatazkei gerturapen bat” Uztaro 62: 99-116.

### Libros
- Martínez-Palacios, Jone 2018. No te pongas nerviosa. ISBN: 8491720618 ISBN-13: 9788491720614. Pamiela: Navarra (pp. 1-112).
- Con Amezaga Josu, Larrinaga, Ane y Madinabeitia, Alba; Martínez-Palacios, Jone 2018. La aportación del sistema universitario a la transformación de la sociedad vasca (EU/ES): ISBN: 978-84-9082-957-8. Servicio Editorial UPV/EHU, Leioa. Accesible en: https://addi.ehu.es/handle/10810/30919
- Martínez-Palacios, Jone (Coord). 2017. Participar desde los Feminismos Ausencias, expulsiones y resistencias. ISBN: 9788498887853. Icaria. Barcelona (pp. 1-350).
- Martínez-Palacios, Jone (Coord). 2017 Innovaciones Democráticas Feministas. Dykinson. Instituto Internacional de Sociología Jurídica de Oñati: Madrid (pp. 1-250). ISBN: 978-84-9148-184-3.
- Martínez-Palacios, Jone. 2012. Sozio ingurumen gatazkak eta sozio ingurumen demokrazia (Socio-Environmental Conflicts and Environmental Democracy). ISBN: 978.84.777.397.9. Instituto Vasco de Administraciones Públicas (IVAP). Gobierno Vasco: Oñati (pp. 1-532).
- Martínez-Palacios, Jone (con Bergantiños, Noemi; Ibarra, Pedro). 2011. Participación ciudadana, cultura política y sostenibilidad. ISBN: 978-84-96913-34-9: Hacer: Madrid (pp. 1-231).

### Capítulos de libros
- Martínez-Palacios, Jone. Próxima publicación (Previsto 2020). “Teorías de la organización y procesos de toma de decisiones” En AAVV. Introducción al Análisis de las Administraciones Públicas, pp. 34-62. UPV/EHU. Bilbao.
- Martínez-Palacios, Jone. Próxima publicación (Previsto 2020). “La profesionalización de la participación pública institucional en España”, en Alamo Bolaños, Teresa (Coord.) Participación ciudadana y gobernanza: teoría y práctica. Servicio editorial de la Universidad de las Palmas de Gran Canaria (ULPGC), Dirección General de Participación del Cabildo de Gran Canaria, Las Palmas de Gran Canaria (pp. 1-14).
- Martínez-Palacios Jone y Alice Mazeaud. 2019. “La institucionalización de la participación ciudadana: un diálogo entre Francia y España” pp. 149-168, en: Pablo Paño Yáñez, Romina Rébola y Mariano Suárez Elías. Procesos y Metodologías Participativas Reflexiones y experiencias para la transformación social. ISBN: 978-9974-93-184-8. CLACSO, CNUR, Universidad de la República de Uruguay. Accesible en: http://biblioteca.clacso.edu.ar/clacso/gt/20190318060039/Procesos_y_metodologias.pdf
- Martínez-Palacios, Jone; Suso, Alicia; Ahedo, Igor; Rodriguez Lara, Zuriñe. 2017. “Poder para, innovaciones democráticas y reproducción del Sistema sexo-género” en Ibarra, Pedro y Bergantiños, Noemi (Coord). Respuestas y propuestas de regeneración frente a la crisis de la democracia. ISBN: 9788430973507.TECNOS: Madrid (pp. 212-238).
- Platero, Lucas y Martínez-Palacios, Jone. 2017. “Las políticas interseccionales y la profundización democrática” en Ibarra, Pedro y Bergantiños, Noemi (Coord.). Respuestas y propuestas de regeneración frente a la crisis de la democracia. ISBN: 9788430973507.TECNOS: Madrid (pp. 193-212).
- Martínez-Palacios, Jone. 2017. “Reflexionar sobre la dominación. El uso de las teorías generales para el diseño de los procedimientos de profundización democrática” Martínez-Palacios, Jone (Coord). 2017. Participar desde los Feminismos Ausencias, expulsiones y resistencias. ISBN: 9788498887853. Icaria. Barcelona . (pp. 56-98)
- Martínez-Palacios, Jone y Suso, Alicia. 2015. “Las mujeres en la democracia participativa. Itinerarios, obstáculos y estrategias”, en Engelken, Marcos et al (Coord.). Homenaje a Pedro Ibarra. ISBN: 9788476819036 Pamiela: Navarra (pp. 118-141).
- Martínez-Palacios, Jone y Barcena, Iñaki. 2015. “Les défis de l’adaptation locale au changement climatique à la croisée de la science et de la société” en Beringuier, P. et al (Coord.). Environnement, Politiques Publiques Et Pratiques Locales ISBN: 978-2-343.06657-8 L’Harmattan: Paris (pp. 259-287).
- Martínez-Palacios, Jone. 2013. “Mujeres y medio ambiente: dominaciones gemelas desde lo simbólico”, en Ahedo, Igor y Gorostidi, Izaro: Política integral. ISBN: 978-84-7681-759-9. Pamiela: Pamplona (pp. 349-376).
- Martínez-Palacios, Jone. 2011. “Democracia y medio ambiente” en, Ibarra, Pedro y Cortina, Mercè. Recuperando la radicalidad: ISBN: 978-84-96913370, Hacer. Barcelona (pp. 1-25).
- Letamendia, Francisco y Martínez-Palacios, Jone. 2011. “Labor Unions and Employers in the Autonomous Community of the Basque Country”, en Ibarra, Pedro and Irujo, Xabier: Basque Political Systems. ISBN: 978-1-935709.03-9. Centre for Basque Studies-University of Nevada: Reno (pp. 153-189).
- Barcena, Iñaki; Larrinaga, Josu; Eneko, Borja, Martínez-Palacios; Jone. 2011. “Réactions et protestations en Pays Basque Sud” en Itçaina Xavier. Prestige: Réactions Et Protestations Logiques politiques. ISBN: 978-2-296-564497 L'Harmattan: Paris (pp. 153-189).
- Barcena, Iñaki; Larrinaga Josu; Borja Eneko; Martínez-Palacios, Jone. 2009. “Mareas negras, actores sociales y responsabilidad política: el caso del Prestige en la Comunidad autónoma del País Vasco”, en Demetrio Loperena Rota (dir.) Conflicto ambiental ISBN: 9788499031880. Aranzadi: Bilbao (pp. 429-463).